# Gilberto Parlotti
Gilberto Parlotti   (Zero Branco, 17 de setembre de 1940 - Illa de Man, 9 de juny de 1972) fou un pilot de motociclisme italià que va competir al campionat del món entre 1969 i 1972. Va córrer amb els equips de fàbrica de Benelli, Derbi, Morbidelli i Tomos.
Parlotti va guanyar tres campionats d'Itàlia consecutius de 1969 a 1971, els dos primers amb la Tomos 50 i el darrer amb la Morbidelli 125. La temporada de 1972, havent guanyat les dues primeres curses de 125cc del campionat (els Grans Premis d'Alemanya i França), Parlotti va decidir de participar al TT de l'illa de Man per tal d'aprofitar l'absència en aquella prova del seu principal rival al campionat, Angel Nieto. Mentre anava primer a la segona volta de la cursa Ultra-Lightweight TT (125cc), celebrada sota una pluja intensa, Parlotti es va estavellar amb la seva Morbidelli al tram Verandah de la carretera A18 Mountain Road i es va morir a causa de les ferides ocasionades.
La mort de Gilberto Parlotti va ajudar a posar punt final al TT de l'illa de Man com a prova puntuable per al campionat del món. Després de la seva mort, el seu íntim amic Giacomo Agostini va anunciar que no hi tornaria a córrer perquè el considerava massa poc segur. En aquells moments, el TT era la cursa més prestigiosa del mundial. Altres pilots destacats van secundar el boicot d'Agostini i el 1976, el TT va ser eliminat del calendari del campionat. A partir de 1973, qualsevol condició meteorològica que no permetés l'enlairament d'un helicòpter de rescat va ser motiu d'endarreriment o cancel·lació de l'inici de la cursa en qualsevol de les categories en què es corre el TT de l'illa de Man.

## Resultats al Mundial de motociclisme
Font:
Barem de puntuació de 1969 a 1987:
| Posició | 1  | 2  | 3  | 4 | 5 | 6 | 7 | 8 | 9 | 10 |
| Punts   | 15 | 12 | 10 | 8 | 6 | 5 | 4 | 3 | 2 | 1  |

(Ids. Grans Premis | Llegenda) (Curses en negreta indiquen pole; curses en  itàlica indiquen volta ràpida)
| Any  | Categoria | Equip      | 1     | 2       | 3     | 4       | 5       | 6       | 7       | 8       | 9     | 10    | 11      | 12      | 13    | Punts | Posició | Victòries |
| ---- | --------- | ---------- | ----- | ------- | ----- | ------- | ------- | ------- | ------- | ------- | ----- | ----- | ------- | ------- | ----- | ----- | ------- | --------- |
| 1969 | 50cc      | Tomos      | ESP 4 | GER 5   | FRA 4 | IOM -   | NED 8   | BEL 16  | DDR 9   | CZE 7   | FIN - | ULS - | NAT -   | YUG -   |       | 31    | 6è      | 0         |
| 1969 | 250cc     | Benelli    | ESP - | GER -   | FRA - | IOM -   | NED -   | BEL -   | DDR -   | CZE -   | FIN - | ULS - | NAT -   | YUG 2   |       | 12    | 15è     | 0         |
| 1970 | 50cc      | Tomos      | GER 3 | FRA Ret | YUG - | IOM -   | NED 6   | BEL -   | DDR -   |         | FIN - | ULS - | NAT -   | ESP -   |       | 15    | 9è      | 0         |
| 1970 | 125cc     | Morbidelli | GER - |         | YUG - | IOM -   | NED -   |         | DDR -   | CZE 1   | FIN - | ULS - | NAT Ret | ESP -   |       | 15    | 11è     | 1         |
| 1971 | 50cc      | Derbi      | AUT - | GER -   | IOM - | NED -   | BEL -   | DDR -   |         | SWE -   | FIN 2 | ULS - | NAT 3   | ESP Ret |       | 22    | 8è      | 0         |
| 1971 | 125cc     | Morbidelli | AUT 2 | GER 2   | IOM - | NED Ret | BEL Ret | DDR Ret | CZE Ret | SWE DNQ | FIN - | ULS - | NAT 1   | ESP Ret |       | 39    | 8è      | 1         |
| 1972 | 125cc     | Morbidelli | GER 1 | FRA 1   | AUT 2 | NAT 3   | IOM Ret | YUG -   | NED -   | BEL -   | DDR - | CZE - | SWE -   | FIN -   | ESP - | 52    | 5è      | 2         |